# Глоин
Глоин (на английски: Glóin) е името на две джуджета от фантастичната Средна земя на фентъзи-писателя Джон Роналд Руел Толкин.
Глоин е син на Торин I и наследява баща си като крал от рода на Дурин. По време на неговото управление силно се разрастват мините на Еред Митрин и кралството му се разраства във вече изоставения Еребор. След смъртта му той е наследен от сина си Оин.
По-късно Глоин е името на бащата на джуджето Гимли. Глоин е син на Гроин и внук на Борин, и е едно от джуджетата, които придружават Торин Дъбощит в пътешествието до Еребор, което е описано в роман „Хобитът“. Негов брат е джуджето Оин, което също участва в пътешествието до Самотната планина. Години по-късно Глоин, заедно със сина си Гимли участва в съветът на Елронд, който е описан в „Властелинът на пръстените“.